# Passa Sartana... è l'ombra della tua morte
Passa Sartana... è l'ombra della tua morte è un film del 1969 di genere western all'italiana e diretto da Demofilo Fidani (accreditato come Sean O'Neil).

Come era pratica di quegli anni, nel titolo di questo film fu aggiunto il nome di Sartana seppure non faccia parte della serie "canonica" del personaggio. Fidani girò in tutto quattro film "apocrifi" del personaggio.

## Trama
Silver City è terrorizzata e molestata dai fratelli Randall e dai loro scagnozzi che spadroneggiano per tutta la regione facendo rapimenti, svaligiando banche, diligenze e non ultimo assassinando il giudice Benson. Poiché il vecchio sceriffo non è in grado di fare nulla al riguardo, il suo vice gli suggerisce di assumere il ricercato Sartana e di offrirgli gli stessi 12.000 dollari della sua taglia per fermare i fuorilegge.
L'uomo accetta e da solo in poco tempo elimina tutti i componenti della banda eccetto i due più pericolosi ed alla fine, dopo una partita a poker, riesce a raggiungere il capo Baby Face Randall e suo fratello Benny Randall detto "il Mancino" che uccide entrambi in duello. Sartana infine, uomo d'onore che agisce per il bene degli innocenti, rinuncia al denaro in cambio dell'annullamento della sua taglia.

## Accoglienza
In Italia il film incassò 134,8 milioni di lire.